# Список эпизодов телесериала «Всё тип-топ, или Жизнь на борту»
Ниже представлен список эпизодов американского ситкома «Всё тип-топ, или Жизнь на борту».

## Обзор сезонов
| Сезон | Сезон | Эпизоды | Оригинальная дата показа | Оригинальная дата показа |
| Сезон | Сезон | Эпизоды | Премьера сезона          | Финал сезона             |
| ----- | ----- | ------- | ------------------------ | ------------------------ |
|       | 1     | 21      | 26 сентября 2008         | 17 июля 2009             |
|       | 2     | 28      | 7 августа 2009           | 18 июня 2010             |
|       | 3     | 22      | 2 июля 2010              | 6 мая 2011               |
|       | Фильм | Фильм   | 25 марта 2011            | 25 марта 2011            |

## Эпизоды

### Сезон 1 (2008—2009)
- 1 сезон состоит из 21 серии.
- Дебби Райан (Бейли Пикетт) и Фил Льюис (мистер Мосби) отсутствуют в 5 сериях.
- Ким Родс (Керри Мартин) возвращается в 2 сериях, Эшли Тисдейл (Мэдди), Брайан Степанек (Арвин), Софи Ода (Барбара) и Роберт Торти (Курт Мартин) — в одной серии.

| № общий | № в сезоне | Название                                                                     | Режиссёр         | Автор сценария                        | Дата премьеры     | Произв. код | Зрители в США (млн) |
| --- | ---------- | ---------------------------------------------------------------------------- | ---------------- | ------------------------------------- | ----------------- | ----------- | ------------------- |
| 1 | 1          | «Зак и Коди отправляются в плавание» The Suite Life Sets Sail                | Джим Дрейк       | Дэнни Каллис & Памела Ильс О'Коннелл  | сентябрь 26, 2008 | 101         | 5.7                 |
| На круизном лайнере «Типтон» открывается новая школа «Семь морей», куда Зак, Коди и Лондон отправляются учиться, хотя Лондон рассчитывала на очередные каникулы. На палубе ей придётся жить обычной жизнью. Друзья снова в сборе! У Зака и Коди появляются новые соседи. Коди придётся жить с «грязнулей» Вуди, а Заку достался ещё более странный сосед – Бейли Пикетт. Братья хотят поменяться соседями, до той поры, пока Зак не узнаёт, что Бейли – девочка. Лондон подкупает лётчика и на вертолёте сбегает с корабля. |            |                                                                              |                  |                                       |                   |             |                     |
| 2 | 2          | «Остров попугаев» Parrot Island                                              | Рич Коррелл      | Дэнни Каллис & Памела Ильс О'Коннелл  | сентябрь 27, 2008 | 107         | 5.1                 |
| Зак, Коди, Вуди, Мосби и Бейли отправляются на поиски Лондон, которая сбежала на Остров Попугаев. Коди и Зак одновременно влюбляются в Бейли и оба начинают добиваться её расположения. Сама Бейли решает завести нового питомца – поросёнка, ведь он напоминает ей о родине. Мосби находит Лондон, но вместе с ней попадает в тюрьму из-за отца Лондон, который вырубил все деревья на острове. Коди, Зак, Бейли и Вуди пытаются спасти их, но сами попадают туда же. Тем временем лайнер отходит без них. Нужно срочно что-то делать… |            |                                                                              |                  |                                       |                   |             |                     |
| 3 | 3          | «Сломанный Йо-йо» Broke 'N' Yo-Yo                                            | Джим Дрейк       | Джени Квайн & Адам Лапидус            | октябрь 3, 2008   | 102         | 4.0                 |
| Бейли и Лондон становятся соседками по каюте, но Лондон занимает своей одеждой всё пространство, и тогда Бейли придумывает морское чудовище, поедающее сумки. Зак тратит деньги со своей кредитной карты и карты Коди на развлечения для своих подружек, но вскоре деньги кончаются, и братьям приходится искать себе работу… Между тем, на палубе проводится конкурс Йо-йо, и Коди решает поучаствовать в нём, чтобы заработать хоть немного денег. Зак соглашается работать за двоих и использует своё новое изобретение – полотенце-метатель, с помощью которого устраивает погром на корабле. Тем временем, главным соперником Коди в конкурсе становится легендарный Йохан Йо. Коди сначала проигрывает ему, однако потом выясняется, что Йохан жульничал и победа достаётся Коди. Тем не менее, у братьев нет денег, ведь вся выручка с конкурса уходит на покрытие убытков, причинённых Заком.                                                   |            |                                                                              |                  |                                       |                   |             |                     |
| 4 | 4          | «Почка океана» The Kidney of the Sea                                         | Элен Гиттлсон    | Джефф Ходсден & Тим Поллок            | октябрь 10, 2008  | 103         | N/A                 |
| На лайнер доставляют любимую питомицу Лондон – восхитительную собачку по имени Иванна. Тем временем, Бейли привозит поросёнка Поркерса. Но двум питомцам не место в одной каюте, так что кто-то из них должен отправиться домой. Но как же решить? Бейли и Лондон решают устроить соревнование своих любимцев, правда, его исход может быть вполне неожиданным. Тем временем, Зак знакомится с новой подружкой Вайолетт, которая тут же влюбляется в него. Но вся беда в том, что у неё уже есть ухажёр, причём несметно богатый. Что же выберет девушка: любовь или богатство? Ну а дальше начинается воплощение истории Титаника… |            |                                                                              |                  |                                       |                   |             |                     |
| 5 | 5          | «Танцующие звезды» Showgirls                                                 | Шейли Дженсен    | Говард Неметз & Дэн Синьор            | октябрь 17, 2008  | 104         | N/A                 |
| На борт приезжает известное варьете, однако посетить его могут только взрослые. Зак и Коди стремятся попасть туда, но на их пути стоит новый охранник Кирби. Замаскировавшись под моряков, Зак и Коди всё-таки проникают в варьете и встречают красивую девушку с браслетом на ноге. На следующий день братья видят точно такой браслет на ноге своей учительницы – мисс Тотвейлер и понимают, что она – танцовщица. Бейли и Лондон не верят в это. Они считают, что вчера мисс Тотвейлер была на свидании с мистером Мосби. Кто же из них прав? Чтобы это выяснить дружной команде придётся снова проникнуть на шоу-варьете, и на этот раз в качестве артистов… |            |                                                                              |                  |                                       |                   |             |                     |
| 6 | 6          | «Линия перемены дат» International Dateline                                  | Элен Гиттлсон    | Джени Квайн & Дэн Синьор              | октябрь 24, 2008  | 105         | N/A                 |
| Корабль проходит через линию перемены дат. В честь этого события на палубе устраивается дискотека. Коди решает добиться расположения Бейли на ней. Однако в полночь в лайнер ударяет молния, и этот день повторяется снова. Коди считает, что судьба дала ему ещё один шанс, чтобы завоевать Бейли и пытается сделать это множество раз, используя самые разнообразные способы. Но даже когда ему это удаётся, этот день опять начинается. Коди пытается спасти корабль, иначе его обитателям придётся переживать день перемены дат снова и снова… |            |                                                                              |                  |                                       |                   |             |                     |
| 7 | 7          | «Приключения в Греции» It's All Greek to Me                                  | Шейли Дженсен    | Джим Джоган                           | ноябрь 7, 2008    | 106         | N/A                 |
| Лайнер «Типтон» останавливается в Греции. Зак, Коди и Бейли посещают Музей греческих древностей, чтобы помочь кузену их старого друга Арвина. Бейли влюбляется в музейного экскурсовода Адониса. Лондон просят приготовить речь для выступления на открытии выставки в этом же самом музее. Сначала Лондон небрежно относится к этому, но после того, как ей снится удивительный сон, где она представляет себя греческой богиней Афродитой, её отношение меняется и она произносит восхитительную речь. Тем временем, кузен Арвина дарит Заку дешёвую подделку знаменитого древнего медальона, однако потом выясняется, что он перепутал медальоны и отдал Заку настоящий, в то время, как на выставку попал дубликат. |            |                                                                              |                  |                                       |                   |             |                     |
| 8 | 8          | «Морское чудовище» Sea Monster Mash                                          | Рич Коррелл      | Адам Лапидус                          | ноябрь 14, 2008   | 108         | 4.4                 |
| Зак, Коди, Бейли и Вуди приезжают с удивительной экскурсии на Галапагосских островах. Теперь им задают самую важную работу семестра – научный доклад о дикой природе. Тот, кто не выполнит доклад, будет немедленно отчислен с корабля, поэтому все стараются сделать его как можно лучше. Коди и Бейли начинают выслеживать мифическое морское существо Герти, обитающее на берегах Галапагоса. Бейли почти уверена, что никакого чудовища нет. Она отговаривает Коди заниматься работой, не зная, что Герти существует на самом деле. Зак, Вуди и Лондон решают вырастить растение на энергетическом коктейле, но оно превращается в огромный плющ с вздорным характером. Теперь неунывающей троице придётся стать пленниками собственного творения. |            |                                                                              |                  |                                       |                   |             |                     |
| 9 | 9          | «Цветы и шоколад» Flowers and Chocolate                                      | Рич Корелл       | Тим Поллокк                           | ноябрь 21, 2008   | 109         | 4.07                |
| Судно останавливается в Майами. Бейли решает посетить крокодиловую ферму своего брата. Тем временем, на палубу прибывает множество гостей. Среди них: бывшая девушка Коди – Барбара, лучшая подруга Лондон – Челси и старый знакомый Зака – Боб. Теперь жизнь на корабле превращается в настоящую Санта-Барбару. Барбара тайно встречается с Бобом, но боится обидеть Коди, который выдаёт никуда не уехавшую Бейли за свою девушку. Вуди влюблён в Челси и притворяется перед ней лакеем, Лондон использует его, чтобы доказать Челси, что она живёт в роскоши. Из-за всей этой истории Зак не может провести время с Бобом, а ведь он так этого ждал. Похоже, всем пришла пора извиняться. |            |                                                                              |                  |                                       |                   |             |                     |
| 10 | 10         | «Поиздеваться над тобой» Boo You                                             | Фил Льюис        | Джефф Ходсден                         | декабрь 5, 2008   | 110         | 4.3                 |
| Лондон решает возродить своё интернет-шоу «Аве, Лондон!», и она в прямом эфире смеётся над одеждой Бейли. Поскольку проказы над бедной девушкой стали хитом интернета, то Лондон начинает всячески разыгрывать Бейли и даже ссорит её с новым парнем по имени Холден. Потом Лондон понимает, что плохо поступила с подругой и пытается помирить Бейли и Холдена. Однако Бейли думает, что это очередной розыгрыш… Зак и Коди помогают Кёрби сдать экзамен и пусть с опозданием, но всё же окончить школу. Между тем, выясняется, что Кёрби страдает тестофобией (боязнью писать экзамены). Неугомонные близнецы пытаются расслабить его перед тестом, однако мисс Тотвейлер находит другой способ аттестовать непутёвого охранника. |            |                                                                              |                  |                                       |                   |             |                     |
| 11 | 11         | «Влюбиться на корабле» seaHarmony                                            | Lex Passaris     | Billy Riback                          | декабрь 12, 2008  | 111         | 4.2                 |
| Мисс Тотвейлер и мистер Мосби наказывают Зака и Лондон за их соревнования на палубе. Чтобы смягчить отношения, они решают влюбить мистера Мосби и мисс Тотвейлер друг в друга. Теперь это возможно благодаря сети интернет-анкет, где каждый может подобрать себе подходящую пару. Сначала отношения между ними проходят гладко, но затем Тотвейлер и Мосби начинают ссориться из-за пустяков. Зак и Лондон стараются их помирить. Коди не оставляет попыток понравиться Бейли и становится жертвой тех же анкет, ведь Бейли заполнила свою ненастоящими данными. Поверив в это, Коди начинает исполнять желания Бейли, не зная, что они не настоящие. |            |                                                                              |                  |                                       |                   |             |                     |
| 12 | 12         | «Возвращение Падмы» The Mommy and the Swami                                  | Lex Passaris     | Dan Signer & Jeny Quine               | январь 9, 2009    | 115         | N/A                 |
| Корабль останавливается в Индии, и на борт восходит Падма – бывшая соседка Лондон по каюте, от которой она так просто избавилась в самом начале путешествия. Вместе с Падмой приезжает её мать, которая считает, что её дочь всё это время была на палубе. Опасаясь плохой кармы, Лондон решает помочь девушке и притворяется, что она – подружка Падмы. Однако, это ещё полбеды. Мать Падмы считает, что её дочь стала слишком «европейской» и пытается забрать с корабля. Падме снова не обойтись без помощи Лондон. Тем временем, Бейли и Вуди отправляются на экскурсию в Тадж-Махал. Зак и Коди вместо этого решают взобраться на самую высокую гору Индии, чтобы там встретиться с йогом и достичь духовного блаженства. Но йог оказывается обыкновенным мошенником, который сначала обирает братьев до нитки, а потом и вовсе заставляет работать в службе техподдержки, куда звонит мистер Мосби, чтобы исправить неполадки в своём компьютере. |            |                                                                              |                  |                                       |                   |             |                     |
| 13 | 13         | «Мэдди на палубе» Maddie on Deck                                             | Rich Correll     | Jeff Hodsden & Tim Pollock            | январь 16, 2009   | 112         | 4.1                 |
| На палубе долгожданное событие – подруга Зака и Коди Мэдди Фитцпатрик наконец-то приезжает в гости на лайнер «Типтон». Они с Бейли становятся лучшими подругами, и Лондон начинает ревновать её. В это время судно останавливается в маленьком королевстве Лихтенштамп. Принц Лихтенштампа безумно влюбляется в Мэдди и хочет жениться на ней, но выясняется, что ему всего 8 лет. Зак, который всё ещё любит Мэдди, готов пойти на все, чтобы сорвать свадьбу, даже на игрушечную дуэль. Коди покупает поддельный свод Лихтенштампских традиций и ведёт себя в замке как скоморох. Однако именно благодаря этим правилам и битве с принцем на игрушечных лошадях Заку удаётся расстроить женитьбу Мэдди и маленького принца. Тем временем, Лондон влюбляется в его старшего брата… |            |                                                                              |                  |                                       |                   |             |                     |
| 14 | 14         | «Однажды в Риме» When in Rome…                                               | Rich Correll     | Jeff Hodsden & Tim Pollock            | январь 23, 2009   | 113         | N/A                 |
| Корабль останавливается в столице Италии – Риме. Мистер Мосби устраивает себе долгожданный выходной, однако Зак и Коди не дают ему заскучать. Бейли пытается уберечься от снующих по улицам Рима карманников. Лондон влюбляется в уличного музыканта по имени Лука. Тот клянётся ей в вечной любви, а потом обворовывает. Бейли узнаёт об этом и пытается уговорить Луку вернуть деньги, но теперь они находятся у его дяди, который и заставляет Луку воровать. И тогда Лука решается на отчаянный шаг – обмануть дядю: Бейли перевоплощается в известную певицу, а мистер Мосби в рэпера-продюсера, и они пытаются убедить дядю Луки в том, что его племянник может стать звездой и для этого нужно всего лишь «немного» заплатить. Коди хочет посетить известный итальянский ресторан, однако его туда не пускают. И тогда они вместе с Заком устраиваются туда работать поварами…                                                                   |            |                                                                              |                  |                                       |                   |             |                     |
| 15 | 15         | «Корабельный гипноз» Shipnotized                                             | Shelley Jensen   | Jim Geoghan                           | январь 30, 2009   | 114         | 4.0                 |
| На палубу приезжает настоящий гипнотизёр. Бейли и Лондон идут на его шоу, и после того, как он гипнотизирует Лондон, та становится похожей на Бейли. Поначалу самой Бейли это нравится, однако затем Лондон становится просто невыносимой, и девушка решает найти гипнотизёра, чтобы расколдовать свою подругу. Зак флиртует с дочерью ректора Гарвардского университета, куда Коди очень хочет поступить. И тогда братья заключают сделку: Коди делает вид, что встречается с дочерью, чтобы сблизиться с ректором и поступить в Гарвард, а на самом деле с ней встречается Зак, и после свиданий Коди благополучно возвращает девушку домой, при этом ректор ничего об этом не знает. Всё это неплохо получается, пока Зак не решает сводить любимую на шоу гипноза… |            |                                                                              |                  |                                       |                   |             |                     |
| 16 | 16         | «Родители на борту» Mom and Dad on Deck                                      | Ellen Gittelsohn | Danny Kallis & Jim Geoghan            | февраль 20, 2009  | 117         | 5.3                 |
| Зак и Коди празднуют 16-летие. По этому случаю на палубу приезжают их родители – Керри и Курт. Отец дарит им миниатюрную машину, и Зак уже успевает попасть в аварию на ней. Чтобы оплатить неустойку за ущерб, причинённый Заком, родителям близнецов придётся спеть на вечернем концерте и если они хорошо выступят, то останутся на палубе надолго. Зак и Коди хотят скорее избавиться от надоедливых родителей и пытаются сорвать им вечернее шоу. Тем временем, мистер Мосби переживает, что все забыли о его дне рождения, который совпадает с праздником близнецов. Случайно услышав о торжестве мистера Мосби, Лондон решает подарить ему самый лучший подарок, но не знает какой, ведь юбиляр – отнюдь не поклонник плюшевых пони и сейфов для алмазов. Но Лондон всё-таки удаётся угодить имениннику. |            |                                                                              |                  |                                       |                   |             |                     |
| 17 | 17         | «Неправильные вещи» The Wrong Stuff                                          | Ellen Gittelsohn | Jeny Quine & Adam Lapidus             | март 27, 2009     | 118         | 3.4                 |
| Мистер Типтон строит настоящую космическую станцию и для её открытия берёт в космос свою дочь Лондон. Коди и Вуди тоже хотят отправиться в космос, но вот беда – Лондон можно взять с собой только одного друга. И тогда она решает устроить соревнования на ум, выносливость и морскую болезнь. Лучшие друзья – Вуди и Коди – становятся врагами и подставляют друг друга на соревнованиях. Однако в итоге, ни один из них не отправляется в космос. Заку поручают развеселить заскучавших на судне пенсионеров. Всё идёт по плану, пока Зак не встречает одного старого ворчуна. Ему не удаётся развеселить старика, пока Зак не знакомится с ним поближе, и выясняется, что старик в молодости тоже был озорником. Вместе они решают повеселиться на славу. |            |                                                                              |                  |                                       |                   |             |                     |
| 18 | 18         | «Русалка на палубе» Splash & Trash                                           | Rich Correll     | Pamela Eells O'Connell & Dan Signer   | апрель 17, 2009   | 119         | N/A                 |
| Матросы спасают из моря необычную девушку. Её зовут Марисса, она ничего не помнит из своего прошлого, но любит проводить много времени в воде. Все сходится: Марисса – русалка. Но как доказать это окружающим? Зак пытается понравиться девушке, а заодно и разгадать её тайну. Он влюбляется в Мариссу, но та не отвечает ему взаимностью. Лондон решает стать секретным агентом, а Коди – решить экологическую проблему, запретив отдыхающим часто пользоваться полотенцами. Ради идеи ему придётся пожертвовать многим: уйти с работы, устроить забастовку, и даже «превратиться» в мусорное чудовище. Но это того стоит, ведь если все мы будем заботиться о нашей природе, она ответит нам взаимностью. |            |                                                                              |                  |                                       |                   |             |                     |
| 19 | 19         | «Много мульчи из ничего» Mulch Ado About Nothing                             | Danny Kallis     | Pamela Eells O'Connell                | май 1, 2009       | 116         | N/A                 |
| Бейли сильно скучает по дому. Чтобы развеселить девушку, Коди устраивает Фестиваль мульчи, который ежегодно проходит в родном городе Бейли Кеттлкорне. Все друзья Бейли прикладывают руку к предстоящему празднику: Зак и Вуди украшают судно, Коди готовит праздничный ужин, а мистер Мосби становится ведущим вечера, лишь для Лондон не находится работы… И тогда она решает пригласить на вечер бывшего парня Бейли – Мусса. Коди, который устроил вечер лишь для того, чтобы добиться любви Бейли, пытается прогнать ненавистного гостя с корабля. Зак советует брату победить у Мусса в соревновании и доказать, что он лучше него, однако Коди проигрывает Муссу везде, где только можно. Тем временем, Бейли решает уехать с Муссом назад в Кеттликорн. Коди понимает, что этот вечер – его последний шанс завоевать Бейли и начинает действовать…                                                                                              |            |                                                                              |                  |                                       |                   |             |                     |
| 20 | 20         | «Мосби в больнице» Cruisin' for a Bruisin                                    | Lex Passaris     | Danny Kallis                          | июнь 5, 2009      | 121         | N/A                 |
| По вине неуклюжего охранника Кирби, мистер Мосби, с множеством переломов попадает в больницу. Обитатели корабля, каждый по-своему, пытаются развеселить его: Лондон читает ему сказки, Зак предлагает поиграть в компьютерные игры, Кони наряжается клоуном, а Коди готовит своё фирменное блюдо, но всё это безуспешно. Между тем, на палубе празднуется юбилей капитана Лансфорда, который мистеру Мосби поручено организовать. И все вопросы по организации праздника падают на хрупкие плечи Коди, Кони и Зака. Но, как говорится, беда не приходит одна. Помимо этого, Кони разбивает модель корабля – подарок Лансфорду, и Лондон приходится его чинить. Мистер Мосби думает, что сломан настоящий корабль и сбегает из больницы, чтобы спасти оказавшееся под угрозой торжество. |            |                                                                              |                  |                                       |                   |             |                     |
| 21 | 21         | «Волшебники на палубе с Ханной Монтаной» Wizards on Deck with Hannah Montana | Rich Correll     | Danny Kallis & Pamela Eells O'Connell | июль 17, 2009     | 120         | 10.6                |
| На палубу приезжает множество знаменитых гостей, в том числе сама Ханна Монтана. Кёрби пытается спасти её от навязчивых фанатов. Бейли просит Коди достать билеты на концерт Ханны, ведь в этом случае она станет его девушкой. Коди пытается достать их у Ханны по старой дружбе, но выясняется, что она его не помнит. Тогда Коди решает принять участие в игре-марафоне, где разыгрываются билеты на концерт, но и это ему не удаётся. Чтобы заполучить долгожданные билеты Коди пойдёт на всё. В итоге ему всё-таки удаётся достать билеты и стать парнем Бейли. Тем временем, на борт приезжают Алекс, Джастин и Макс – Волшебники из Вэйверли Плейс. Макс пытается всякими способами приковать внимание Лондон. Алекс злобно подшучивает над Джастином, в чем все обвиняют Зака. Заку и Алекс придётся вместе выкручиваться из сложившейся ситуации…                                                                                              |            |                                                                              |                  |                                       |                   |             |                     |

### Сезон 2 (2009—2010)
- 2 сезон состоит из 28 серий.
- Док Шоу (Маркус Литтл) отсутствует в 9 сериях, Дебби Райан (Бейли Пикетт) — в одной, Фил Льюис (мистер Мосби) — в 6 сериях.
- Адриан Р`Манте (Эстебан Рамирес), Камилла Россо (Дженнифер) и Ребекка Россо (Дженнис) возвращаются в одной серии.

| № общий | № в сезоне | Название                                             | Режиссёр         | Автор сценария                        | Дата премьеры     | Произв. код | Зрители в США (млн) |
| --- | ---------- | ---------------------------------------------------- | ---------------- | ------------------------------------- | ----------------- | ----------- | ------------------- |
| 22 | 1          | «Шпион, который меня толкнул» The Spy Who Shoved Me  | Shelley Jensen   | Jim Geoghan                           | август 7, 2009    | 205         | 4.9                 |
| Коди и Бейли начинают встречаться, и Бейли думает, что у Коди появились от неё секреты. Тем временем, на палубу прибывает настоящий шпион, который поручает Коди и Заку очень важное дело. Братья стараются его выполнить, однако вскоре после этого появляются шпионы – конкуренты и эта миссия становится невыполнимой. Коди, пытается похитить микрочип, на который записаны важные государственные тайны. В итоге он попадает в руки Бейли… |            |                                                      |                  |                                       |                   |             |                     |
| 23 | 2          | «Абракадабра!» Ala-ka-scram!                         | Shelley Jensen   | Billy Riback                          | август 14, 2009   | 206         | 4.1                 |
| Лондон влюбляется в фокусника Армандо и решает стать его ассистенткой. Зака бросает подружка, и теперь он решает проводить все свободное время с Коди и Бейли, но они пытаются побыть одни. |            |                                                      |                  |                                       |                   |             |                     |
| 24 | 3          | «Зак на боевом посту» In the Line of Duty            | Rich Correll     | Jeff Hodsden & Tim Pollock            | август 21, 2009   | 203         | 4.3                 |
| Чтобы Зак стал меньше шалить, мисс Тотвейлер решает назначить его на должность корабельного полицейского. Зак действительно исправляется, но становится слишком строгим, из-за чего все вокруг перестают его любить. Бейли нанимается продавцом в бутик Лондон, но теперь она не может часто видеться с Коди. |            |                                                      |                  |                                       |                   |             |                     |
| 25 | 4          | «Кухонный казанова» Kitchen Casanova                 | Rich Correll     | Jeny Quine & Dan Signer               | сентябрь 4, 2009  | 202         | 3.7                 |
| Все учащиеся выбирают себе по дополнительному предмету: кулинарию или рисование. Зак выбирает рисование и становится известным художником, чьи картины покупают за большие деньги, правда, все деньги достаются Лондон. Бейли и Вуди выбирают кулинарию, но они ещё не знают, что их учителем будет не кто иной, как Коди. Бейли начинает ревновать его к ученицам. |            |                                                      |                  |                                       |                   |             |                     |
| 26 | 5          | «Красота - страшная сила» Smarticle Particles        | Rich Correll     | Adam Lapidus                          | сентябрь 11, 2009 | 201         | 4.0                 |
| Чтобы Лондон хорошо сдала экзамен, Бейли даёт ей «умные» духи. Лондон начинает умнеть на глазах, но она ещё не знает, что духи ненастоящие. Бекки – капитан женской команды борцов, влюбляется в Зака. Но он подговаривает Вуди приударить за ней, чтобы избавиться от Бекки, пока не понимает, что любит её. |            |                                                      |                  |                                       |                   |             |                     |
| 27 | 6          | «Путешествие в Таиланд» Family Thais                 | Rich Correll     | Jeff Hodsden & Tim Pollock            | сентябрь 18, 2009 | 209         | 4.5                 |
| Корабль останавливается в Таиланде. Лондон решает навестить свою бабушку, которая оказывается крестьянкой. Внучка пытается приобщить её к современной моде. Зак просит Коди повстречаться с подругой своей девушки, чтобы приударить за самой девушкой. |            |                                                      |                  |                                       |                   |             |                     |
| 28 | 7          | «Виртуальный Вуди» Goin' Bananas                     | Phill Lewis      | Jeny Quine & Dan Signer               | сентябрь 25, 2009 | 204         | 4.0                 |
| Лондон запрещают пользоваться техникой на корабле. Вуди находит свою любовь в виртуальном мире. Коди пытается помочь найти её в настоящем. Новый школьный психолог решает провести с Заком тренинг. |            |                                                      |                  |                                       |                   |             |                     |
| 29 | 8          | «Потерянные в океане» Lost at Sea                    | Rich Correll     | Danny Kallis & Pamela Eells O'Connell | октябрь 2, 2009   | 207–208     | 7.6                 |
| В школе начинается новый учебный год. И в первый же день Зак, Коди, Бейли, Вуди и Лондон оказываются на лодке одеждой в открытом море. Их дружбе предстоит испытание на прочность. Бейли и Коди ссорятся из-за права быть капитаном. Тем временем, на палубе про всех забывают. Дружная команда терпит крушение и попадает на необитаемый остров. Там им предстоит научиться жить дикарями. Коди пытается вернуть расположение Бейли всевозможными путями. Мосби и Тотвейлер отчаянно бросаются на спасение ребят, но оказываются в тех же условиях. |            |                                                      |                  |                                       |                   |             |                     |
| 30 | 9          | «Добро пожаловать, Маркус!» Roomies                  | Danny Kallis     | Danny Kallis & Pamela Eells O'Connell | октябрь 16, 2009  | 210         | 4.7                 |
| В школе появляется новый ученик по имени Маркус. Ребята раскрывают его тайну: на самом деле, он – прославленный рэпер. Зак пытается показать ему, что такое обычная жизнь. Коди пытается показать превосходство над Бейли с помощью разнообразных игр, но вечно ей проигрывает. |            |                                                      |                  |                                       |                   |             |                     |
| 31 | 10         | «Песня для Джордин Спаркс» Crossing Jordin           | Mark Cendrowski  | Jeff Hodsden & Tim Pollock            | октябрь 23, 2009  | 213         | 5.2                 |
| На корабле останавливается настоящая звезда и лучшая подруга Маркуса – Джордин Спаркс. Зак и Коди решают написать для неё песню. У Лондон появляется новая поклонница, которая со временем крадёт её образ и запирает Лондон в шкафу. |            |                                                      |                  |                                       |                   |             |                     |
| 32 | 11         | «Бермудский треугольник» Bermuda Triangle            | Phill Lewis      | Adam Lapidus & Jeny Quine             | ноябрь 13, 2009   | 211         | 4.8                 |
| Корабль проходит через Бермудский треугольник, и Зак с Коди меняются местами. Теперь Коди – отчаянный шалопай, а Зак – примерный ученик, но самое главное – никто никогда не был знаком с Коди, будто бы его вообще не существовало. |            |                                                      |                  |                                       |                   |             |                     |
| 33 | 12         | «Конкурс красоты» The Beauty and the Fleeced         | Lex Passaris     | Dan Signer                            | ноябрь 20, 2009   | 212         | 4.8                 |
| Зак, Вуди и Маркус становятся судьями подстроенного ими же конкурса красоты. Но у каждого своя фаворитка: у Вуди – Бейли, у Маркуса – Лондон, а у Зака – его новая подружка Капри. Коди пытается помочь Бейли с её имиджем в конкурсе, но из-за этого они чуть не расстаются. |            |                                                      |                  |                                       |                   |             |                     |
| 34 | 13         | «Шведская жизнь» The Swede Life                      | Ellen Gittelsohn | Jeff Hodsden & Tim Pollock            | декабрь 4, 2009   | 215         | N/A                 |
| Зак и Коди останавливаются в Швеции – родине их предков, но, как выяснилось, их род был опозорен. Братья решают восстановить честь и достоинство своих предков с помощью новой знакомой по имени Дорта. Маркус и мистер Мосби хотят посетить музей группы ABBA, но застревают в службе поддержки шведской компании IKEA. |            |                                                      |                  |                                       |                   |             |                     |
| 35 | 14         | «Свадебный переполох Эстебана» Mother of the Groom   | Rich Correll     | Danny Kallis                          | январь 8, 2010    | 217         | 3.8                 |
| Эстебан приезжает на палубу, ведь здесь пройдёт его свадьба с новой возлюбленной Франческой. Но вся беда в том, что мать Эстебана против его брака. Зак и Коди решают помочь старому другу обрести семейное счастье, а Бейли и Лондон – подправить имидж его матери, а заодно и научить её развлекаться. |            |                                                      |                  |                                       |                   |             |                     |
| 36 | 15         | «Быть дерзким» The Defiant Ones                      | Rich Correll     | Dan Signer                            | январь 15, 2010   | 218         | 4.0                 |
| Коди забывает сдать доклад. Он впервые решает соврать мисс Тотвейлер, но это повлекает за собой цепочку неожиданных событий, связанных с «вывихнутой» лодыжкой Бейли и собачкой Лондон Иванной. Зак и мистер Мосби вынуждены проводить целые дни вдвоём, ведь благодаря психологу они скреплены наручниками. Но вместо того, чтобы помириться, Зак и Мосби устраивают решающую битву. |            |                                                      |                  |                                       |                   |             |                     |
| 37 | 16         | «Любая твоя фантазия» Any Given Fantasy              | Rich Correll     | Jeff Hodsden & Tim Pollock            | январь 22, 2010   | 220         | 5.2                 |
| Коди не умеет играть в футбол, но очень хочет научиться. Кирби решает стать его тренером, правда Коди оказывается менее способным, чем можно было ожидать. Зак, Вуди, Маркус и Лондон собираются провести виртуальный чемпионат по футболу за кубок из чистого золота. |            |                                                      |                  |                                       |                   |             |                     |
| 38 | 17         | «Вместе с Шерлоком Холмсом» Rollin' With the Holmies | Mark Cendrowski  | Jim Geoghan & Dan Signer              | январь 29, 2010   | 214         | N/A                 |
| Корабль останавливается в Англии. Коди решает стать детективом вроде Шерлока Холмса и начинает расследовать запутанное дело о краже рукописи Артура Конана Дойла из его личного музея. Зак пытается выиграть в крокет у нового парня Лондон – заносчивого британского лорда, но он совсем не умеет играть. Его инструктором нанимается сам мистер Мосби – бывшая звезда крокета. |            |                                                      |                  |                                       |                   |             |                     |
| 39 | 18         | «Сокровища королевы Зарии» Can You Dig It?           | Phill Lewis      | Adam Lapidus & Jeny Quine             | февраль 12, 2010  | 223         | N/A                 |
| Дружная команда отправляется в гробницу древней императрицы Зарии. Её корона была утеряна много веков назад, и тот, кто найдёт её, станет знаменитым на весь мир. По воле случая корона оказывается в руках Зака. Пока он пожинает плоды славы, в тело Бейли вселяется дух королевы Зарии, жаждущей получить обратно свою корону… |            |                                                      |                  |                                       |                   |             |                     |
| 40 | 19         | «Лучшее изобретение Лондон» London's Apprentice      | Rich Correll     | Pamela Eells O'Connell                | февраль 26, 2010  | 219         | 3.6                 |
| Чтобы стать предметом гордости отца, Лондон нужно изобрести собственный проект. Она просит помочь друзей, и тот, кто изобретёт лучшее творение, получит миллион долларов. Все обитатели судна придумывают самые невероятные вещи, но в итоге лучшим оказывается проект самой Лондон. А в это время Кирби теряет деньги из призового бюджета. |            |                                                      |                  |                                       |                   |             |                     |
| 41 | 20         | «Путешествие в сказку» Once Upon a Suite Life        | Bob Koherr       | Jeny Quine & Dan Signer               | март 5, 2010      | 225         | N/A                 |
| Корабль проходит около известного по многим сказкам Чёрного леса. Каждый из членов лайнера представляет свои версии известных сказок. В сказке Лондон о Белоснежке, беззаботная Белоснежка (Бейли) спокойно живёт и не представляет, что её хочет убить злая королева (Лондон). Королева нанимает для этого дела охотника (Мистер Мосби), но тот жалеет девушку, отпускает её в лес и решает стать музыкантом. Затем Белоснежка набредает на хижину трёх гномов – нерях (Зак, Вуди и Маркус), где её настигает королева и не найдя отравленного яблока, способного убить девушку, бьёт её корзиной по голове. Принц (Коди), найдя могилу своей будущей возлюбленной, пробуждает Белоснежку ото сна и влюбляется в неё, однако девушка так и не даёт ему себя поцеловать. В сказке Коди о Гензель и Гретель, старый лесоруб (Мистер Мосби) бросает в лесу своих сыновей Гензель и Гретель (Зак и Коди) совершенно одних. Отдав последнюю еду жадной белочке (Вуди), ребята набредают на избушку, сделанную из конфет и леденцов, и мечтают съесть её. Гретель знакомится с очень симпатичным пирогом (Бейли) и влюбляется в него. Тем временем, хозяйка избы – злая ведьма (Мисс Тотвейлер) возвращается домой, встречает там незваных гостей и пытается съесть их. Гензель и Гретель понимают, что единственный способ отвязаться от старухи – это устроить ей свидание и не с кем-нибудь, а с самой белочкой… В сказке Зака о Джеке и бобовом стебле, смекалистый мальчик по имени Джек (Зак) продаёт свою корову (Бейли) хитрому уличному торговцу (Маркус) за волшебные бобы. Мать Джека (Мисс Тотвейлер) сначала ругает своего сына и не верит, что бобы могут быть действительно волшебными. Несмотря на это, в саду у Джека вырастает настоящее волшебное дерево. Поднявшись по нему, Джек находит огромный особняк, в котором живёт не кто иной, как злобный великан (Мистер Мосби). Там Джек встречает симпатичную уточку (Лондон), знакомится с надоедливой арфой (Коди) и находит золотое яйцо, с которым возвращается домой. Тем временем, великан следует за ним… |            |                                                      |                  |                                       |                   |             |                     |
| 42 | 21         | «Семейные ценности Зака и Коди» Marriage 101         | Rich Correll     | Jeny Quine                            | март 19, 2010     | 221         | N/A                 |
| Ради общественного эксперимента мисс Тотвейлер разделяет всех учеников в классе на пары, которым предстоит на время стать настоящими семейными парами. Лишь для Маркуса не нашлось пары, и он становится воображаемым малышом Зака и Лондон. Поначалу семейная жизнь кажется всем, а в особенности Коди и Бейли, сказкой, но со временем все начинают понимать, чтобы сохранить семейные ценности, иногда приходится жертвовать многим. |            |                                                      |                  |                                       |                   |             |                     |
| 43 | 22         | «Джессика и Дженнис на борту» Model Behavior         | Bob Koherr       | Jeff Hodsden & Tim Pollock            | март 27, 2010     | 228         | N/A                 |
| На борту оказываются старые подружки Зака и Коди – близняшки Джессика и Дженнис. Теперь они стали супермоделями и живут в строгом режиме, из-за чего Зак не может встречаться с Дженнис и её подругами. Он решает это исправить. Лондон хочет устроиться в модельное агентство, директор которого застревает в лифте с мистером Мосби. Коди кажется, будто Бейли начинает ревновать его к Джессике. |            |                                                      |                  |                                       |                   |             |                     |
| 44 | 23         | «Лондон и волшебная лампа» Rock the Kasbah           | Rich Correll     | Adam Lapidus                          | апрель 16, 2010   | 222         | N/A                 |
| Корабль останавливается в Марокко, и ребята посещают восточный базар. Вуди покупает ковёр-самолет, а Лондон, Бейли и Маркус – волшебную лампу. Никто не верит в магическую силу лампы, пока из неё не появляется джинн. Теперь у ребят есть возможность загадать три желания, но они могут выйти им всем боком. Коди хочет купить Бейли серьги, но они оказываются слишком дорогими. Зак придумывает, как достать их «подешевле». |            |                                                      |                  |                                       |                   |             |                     |
| 45 | 24         | «Спасите синих китов!» I Brake for Whales            | Rich Correll     | Jeny Quine & Adam Lapidus             | апрель 23, 2010   | 216         | N/A                 |
| Мимо корабля проплывает стая очень редких синих китов, и если корабль не остановится, киты погибнут. Что только не делают Коди и Бейли, чтобы спасти бедных животных: устравивают забастовку, запираются в центре управления, и даже прибегают к шантажу, но капитан непреклонен. И тогда к спасению синих китов подключается весь корабль, включая мистера Мосби. |            |                                                      |                  |                                       |                   |             |                     |
| 46 | 25         | «Новости семи морей» Seven Seas News                 | Bob Koherr       | Pamela Eells O'Connell                | май 7, 2010       | 224         | 3.5                 |
| Ребята и Мисс Тотвейлер решают устроить своё телевидение на корабле и начинают с первого выпуска новостей. Зак и Бейли становятся ведущими и никак не могут поделить славу между собой. Вуди становится оператором, а Коди – репортёром. Он много раз пытается снять интересный сюжет, но это никак не получается. И Коди приходится придумать историю о лишней каюте на корабле, которая оказывается правдой, ибо эта каюта была тайно занята вещами Лондон. Самой Лондон поручают вести прогноз погоды, но выясняется, что та не может справиться даже с самой лёгкой работой. Ребята срывают выпуск и тем самым, расстраивают мисс Тотвейлер. Лишь Коди, которого все считали безнадёжным, оказывается талантливым репортёром. |            |                                                      |                  |                                       |                   |             |                     |
| 47 | 26         | «Звездолёт "Тип-Топ"» Starship Tipton                | Kelly Sandefur   | Jeny Quine & Dan Signer               | май 14, 2010      | 227         | N/A                 |
| На корабле появляется второй мистер Мосби, который оказывается роботом, прибывшим из далёкого будущего. Он хочет уничтожить Зака, ведь будущее в опасности из-за его потомка по имени Зорк. Чтобы спасти его, ребята отправляются в будущее и чинят сломанную Зорком панель управления. Но они сталкиваются с новой угрозой – нашествием инопланетной расы. Тем временем, мистера Мосби принимают за робота и хотят разобрать по частям. |            |                                                      |                  |                                       |                   |             |                     |
| 48 | 27         | «Психологический тренинг» Mean Chicks                | Rich Correll     | Adam Lapidus                          | июнь 11, 2010     | 226         | N/A                 |
| Бейли и Лондон спорят, что Лондон не выдержит и нескольких дней, не обидев Бейли. Чтобы выиграть пари, Лондон приходится прибегать к крайним мерам. Коди становится предметом ненависти одной очень зловредной чайки. Кто же победит: человек или птица? Мистер Мосби пытается избавиться от боязни пчёл при помощи психолога. |            |                                                      |                  |                                       |                   |             |                     |
| 49 | 28         | «Из Парижа с любовью» Breakup in Paris               | Rich Correll     | Pamela Eells O'Connell & Adam Lapidus | июнь 18, 2010     | 229–230     | 3.7                 |
| Корабль останавливается в Париже. Маркус узнаёт, что некто выдаёт себя за него, теперь он обязан отстоять честь мировой суперзвезды. Зак и Вуди по ошибке берут чужую сумку, в которой оказывается недавно похищенная из музей Дарсе картина. Чтобы убежать от преследования мафии, желающей заполучить картину, ребятам приходится стать участником Тура де Франс вместе с мистером Мосби. Коди хочет приготовить для Бейли идеальное свидание на Эйфелевой башне, и репетирует его с Лондон. Но Бейли застаёт их вместе. Приключения в Париже продолжаются. Зак и Вуди становятся заложниками мафии, но только им под силу победить мафиози и вернуть знаменитую картину Клода Моне в музей. Бейли думает, что Коди изменяет ей с Лондон, и начинает встречаться с бульварным художником по имени Жан-Люк. Коди думает, что это она его бросила. В итоге влюблённым придётся расстаться в самом сердце Парижа – города любви. Маркус доказывает общественности, что он – настоящий Мал-мала. |            |                                                      |                  |                                       |                   |             |                     |

### Сезон 3 (2010—2011)
- 3 сезон состоит из 22 серий.
- Док Шоу (Маркус Литтл) отсутствует в 19 сериях, Дебби Райан (Бейли Пикетт) — в 3 сериях, Фил Льюис (мистер Мосби) — в 5 сериях.
- Ким Родс (Керри Мартин) и Брайан Степанек (Арвин) возвращаются в 2 сериях, Роберт Торти (Курт Мартин) — в одной серии.

| № общий | № в сезоне | Название                                                           | Режиссёр         | Автор сценария              | Дата премьеры     | Произв. код | Зрители в США (млн) |
| --- | ---------- | ------------------------------------------------------------------ | ---------------- | --------------------------- | ----------------- | ----------- | ------------------- |
| 50 | 1          | «Монастырь в Монте-Карло» The Silent Treatment                     | Phill Lewis      | Dan Signer                  | июль 2, 2010      | 305         | 3.4                 |
| Свершилось ужасное: Коди и Бейли расстались. Чтобы забыть о любимой, Коди решает навсегда уйти в монастырь. Зак и Вуди только теперь понимают, что не смогут прожить без своего друга и решают отправиться в монастырь, чтобы вернуть его. Для этого им придётся стать настоящими монахами. Тем временем, Бейли, при помощи Лондон и мисс Тотвейлер находит другой способ забыть о Коди. Маркус отдыхает в Монте-Карло. |            |                                                                    |                  |                             |                   |             |                     |
| 51 | 2          | «Мышиная история» Rat Tale                                         | Joel Zwick       | Jeff Hodsden & Tim Pollock  | июль 9, 2010      | 308         | N/A                 |
| Коди и Бейли начинают делить имущество. На этот раз они не могут решить, кому достанется их крыса Бак. Кирби решает подержать её у себя, а заодно решить, кто лучше о ней позаботится. Но Бак тем временем сбегает. Вуди кусает крыса, и тот думает, будто превратился супергероя-мутанта Крысмена. Правда быть супергероем у него не очень получается. |            |                                                                    |                  |                             |                   |             |                     |
| 52 | 3          | «Что, по-твоему, мы будем праздновать?» So You Think You Can Date? | Joel Zwick       | Mark Amato & Sally Lapiduss | июль 16, 2010     | 306         | 3.4                 |
| На корабле проходит ежегодный бал. Мистер Мосби и мисс Тотвейлер не могут поделить верхнюю палубу: первый хочет устроить бал в стиле Средневековья, а вторая – вечеринку в стиле 80-х. Приходится поделить палубу на две половины. Кому же придётся уступить? Коди и Бейли не с кем пойти на торжество, и они начинают искать себе вторых половинок. |            |                                                                    |                  |                             |                   |             |                     |
| 53 | 4          | «Такая разная Майя» My Oh Maya                                     | Joel Zwick       | Jeff Hodsden & Tim Pollock  | июль 23, 2010     | 301         | N/A                 |
| На корабле появляется новая официантка Майя, которая сразу же крадёт сердце у Зака. Но она не отвечает ему взаимностью, ведь считает его бабником. Чтобы понравиться Майе, Зак использует план Коди по завоеванию Бейли, но тот оказывается совсем неприменимым. На корабль нелегальным образом пробирается Данте – тот самый парень, выдававший себя за Мал-малу в Париже. Из-за него Маркус может вылететь с корабля. |            |                                                                    |                  |                             |                   |             |                     |
| 54 | 5          | «Застрявшие на субмарине» Das Boots                                | Carl Lauten      | Pamela Eells O'Connell      | июль 30, 2010     | 303         | N/A                 |
| Зак, Лондон, Майя и Вуди отправляются на специальную субмарину Лондон, предназначенную для её всевозможных туфель, чтобы помочь девушке разобраться с ними. Однако субмарина заплывает слишком далеко и начинает тонуть, а ребята не могут послать даже сигнала о помощи. Коди, тем временем, собирается принять участие в шахматном поединке с русской девушкой Сашей, но не может устоять перед её красотой. |            |                                                                    |                  |                             |                   |             |                     |
| 55 | 6          | «Счастливого пути!» Bon Voyage                                     | Adam Weissman    | Adam Lapidus                | август 20, 2010   | 304         | 4.0                 |
| На корабле открывается новый аквазал, и Коди хочет стать там мастером по суши. Но стекло зала прорывает из-за чьей-то оплошности. Мистер Мосби пытается найти виновного и отчислить его с корабля. Виноватым может оказаться кто угодно: Зак и его проделки, Бейли и её растения, Коди и его нож для суши, или даже Вуди и его газы. Но на самом деле, трещину в стекле вызвал платок мистера Мосби. Лондон решает благородно спасти его от отчисления. Маркус пишет оперу в стиле хип-хоп и снимает на неё клип. Теперь он будет блистать на Бродвее, а это значит, что ему придётся уехать с корабля. Друзья устраивают ему шикарные проводы. |            |                                                                    |                  |                             |                   |             |                     |
| 56 | 7          | «Компьютерная любовь» Computer Date                                | Joel Zwick       | Jeny Quine                  | август 27, 2010   | 302         | N/A                 |
| На корабль приезжает Арвин, но не просто так, у него здесь важная миссия – установить электронную систему управления судном. Оказывается, даже у компьютеров бывают чувства. Система по имени Келли влюбляется в Коди и создаёт свою мобильную модель, чтобы с ним встречаться. Правда, в заботе о Коди она заходит слишком далеко, и устраивает бунт на корабле. Лондон и Вуди хотят сдать зачёт по физподготовке и просят Зака позаниматься с ними в спортивном зале. Но ребята становятся заложниками разбушевавшейся Келли. |            |                                                                    |                  |                             |                   |             |                     |
| 57 | 8          | «Сумасшедшая вечеринка» Party On!                                  | Joel Zwick       | Jeff Hodsden & Tim Pollock  | сентябрь 10, 2010 | 309         | 4.0                 |
| Круизный лайнер останавливается в Швейцарии. Коди, Бейли и Вуди отправляются на шоколадную фабрику. Коди и Бейли давно расстались, однако кондитер думает, что они до сих пор влюблены друг в друга и пытается свести их. Вуди решает сесть на диету и совсем отказаться от сладкого, однако ему приходится очень тяжело, особенно, когда вокруг него находится сплошной шоколад. Зак знакомится с Шоном Кингстоном, который влюбляется в Лондон. Он подговаривает Шона устроить для неё вечеринку, чтобы на самом деле порадовать Майю в её день рождения. Но мистер Мосби тоже думает, что эта вечеринка в его честь. Как же разделить её на троих? |            |                                                                    |                  |                             |                   |             |                     |
| 58 | 9          | «Любовь и война» Love and War                                      | Eric Dean Seaton | Jeny Quine                  | сентябрь 24, 2010 | 311         | 2.8                 |
| Коди предупреждает Зака, что ради Майи ему придётся кардинально изменить свою жизнь. Поначалу он не верит, но затем Заку приходится все больше и больше подстраиваться под Майю. В итоге ему нужно быть в двух местах одновременно: с Майей на её поэтическом капустнике, и с друзьями на чемпионате по межгалактическим играм. Как же он сможет разорваться надвое? Бейли и Лондон нанимаются нянями для богатых детей. Они соперничают за право быть лучшей няней. |            |                                                                    |                  |                             |                   |             |                     |
| 59 | 10         | «Приключения в Токио» Trouble in Tokyo                             | Eric Dean Seaton | Jeny Quine & Dan Signer     | сентябрь 29, 2010 | 307         | 3.4                 |
| Корабль доплывает до Японии. Там Зак и Коди встречают маму, которая снимается в рекламе для одного крупного японского производителя лимонада. Зак совершает погром в студии, из-за чего они должны выплатить студии огромную неустойку. Чтобы покрыть долги, Заку и Коди приходится дегустировать лимонад с самыми удивительными вкусами. Вуди побеждает прославленного борца сумо. Чтобы утешить его, он приглашает борца жить к себе. Лондон пытается скрыться от стоматолога. |            |                                                                    |                  |                             |                   |             |                     |
| 60 | 11         | «Зак и привидение» The Ghost and Mr. Martin                        | Joel Zwick       | Adam Lapidus & Jeny Quine   | октябрь 8, 2010   | 310         | 3.3                 |
| Корабль проплывает мимо затонувшего корабля Джесси Белл, капитан которого погиб вместе с судном. Заку кажется, будто он видит призрак капитана. Никто ему не верит, но выходит, призрак действительно существует. Зак пытается раскрыть его тайну. Бейли и Лондон пытаются побороть боязнь публичных выступлений мистера Мосби, который оказывается виртуозным музыкантом. |            |                                                                    |                  |                             |                   |             |                     |
| 61 | 12         | «Палящее солнце Аргентины» Senior Ditch Day                        | Phill Lewis      | Mark Amato & Sally Lapiduss | октябрь 22, 2010  | 320         | 3.5                 |
| Корабль останавливается в Аргентине. По этому случаю у всех учеников объявляется выходной, но как выяснилось, Коди и Бейли совершенно не умеют отдыхать. Мисс Тотвейлер читает любовный роман, где представляет себя похищенной принцессой на пиратском корабле. Зак и Лондон пробираются на VIP-вечеринку в лучший клуб Аргентины. Лондон понимает, что на фоне богатых модниц стала совсем тусклой. Вуди представляется английским лордом и попадает в высший круг общества. |            |                                                                    |                  |                             |                   |             |                     |
| 62 | 13         | «Парень моей сестры» My Sister's Keeper                            | Phill Lewis      | Jeny Quine                  | ноябрь 5, 2010    | 315         | 3.2                 |
| К Вуди приезжает сестра, которая неожиданно оказывается настоящей красавицей. Коди начинает с ней встречаться, но Вуди против их отношений. Бейли тоже начинает ревновать. Да и сам Коди не в восторге от новой подруги. Что же делать в сложившейся ситуации? Лондон нанимает своего двойника, чтобы та отрабатывала за неё наказания, но двойник Лондон начинает пользоваться положением. |            |                                                                    |                  |                             |                   |             |                     |
| 63 | 14         | «Замороженные» Frozen                                              | Phill Lewis      | Dan Signer                  | ноябрь 27, 2010   | 312         | N/A                 |
| Зак, Вуди и Коди отправляются в Антарктику, на исследовательскую станцию. Но начинается метель, и они застревают там на несколько дней. Им предстоит пережить голод, потерю снегохода, и даже встречу со снежным человеком. На корабль прибывает модный кутюрье Артуро Витали, с детства баловавший Лондон шикарными нарядами. Но вся беда в том, что Артуро уходит в отставку, и решает больше не заниматься модой. Лондон и Бейли пытаются вернуть ему вдохновение. |            |                                                                    |                  |                             |                   |             |                     |
| 64 | 15         | «Рождество на борту» A London Carol                                | Shelley Jensen   | Jeff Hodsden & Tim Pollock  | декабрь 3, 2010   | 313         | 4.1                 |
| На борт лайнера «Типтон» приходит Рождество. Коди и Бейли собирают подарки для детей-сирот, и все жители корабля привносят свой вклад, даже мистер Мосби. Только Лондон жалеет денег для сирот. Но в рождественскую ночь происходит чудо – к ней является волшебное зеркало, которое показывает ей прошлое, настоящее и будущее. Лондон понимает, что если она будет жалеть подарков для сирот и близких, то в старости станет никому не нужной. Мистер Мосби даёт Заку невыполнимое задание – встать пораньше в рождественское утро. Зак придумывает план, как обхитрить сурового начальника. |            |                                                                    |                  |                             |                   |             |                     |
| 65 | 16         | «Действие начинается» The Play's the Thing                         | Joel Zwick       | Pamela Eells O'Connell      | январь 7, 2011    | 314         | 3.6                 |
| Пьесу Коди выбирают лучшей на конкурсе школьных сочинений. Теперь все ученики класса должны принять участие в её постановке, иначе они получат плохую оценку. Дело в том, что пьеса оказывается простым пересказом расставания Коди и Бейли, поэтому Бейли пытается сорвать спектакль. Из-за того, что некому играть главную женскую роль, Коди придётся самому заблистать на сцене. Зак помогает мистеру Мосби обаять мисс Тотвейлер, представив Мосби неукротимым мачо. |            |                                                                    |                  |                             |                   |             |                     |
| 66 | 17         | «Каникулы в Кеттлкорне. Часть 1» Twister: Part 1                   | Bob Koherr       | Adam Lapidus                | январь 14, 2011   | 316         | 4.4                 |
| Бейли хочет съездить на юбилей своей бабушки, но не знает, как выбраться с корабля. Чтобы сбежать оттуда, Лондон вызывается довезти её до Кеттлкорна, но обе девушки застревают на пути, встретив кукурузного гоблина – вымышленное сельское чудовище. Зак, Вуди и Коди решают сыграть в баскетбол с братом мистера Мосби и его друзьями, не представляя, что те могут быть баскетбольными чемпионами по два метра ростом. Но Зак ни за что не выпустит из рук победу. |            |                                                                    |                  |                             |                   |             |                     |
| 67 | 18         | «Каникулы в Кеттлкорне. Часть 2» Twister: Part 2                   | Bob Koherr       | Jeff Hodsden & Tim Pollock  | январь 15, 2011   | 317         | 5.2                 |
| Коди прибывает в Кеттлкорн, чтобы помириться с Бейли, но её родители не воспринимают его как подходящую партию, ведь он совсем не приспособлен к труду. Другое дело, Мусс – силач-работяга. Коди пытается доказать им, что он достоин быть парнем Бейли. Кого же выберет сама девушка? Может, для того, чтобы выбрать, ей нужно всего лишь пройти по дороге из Жёлтого кирпича и окунуться в настоящую сказку? Тем временем, в Кеттлкорне начинается ураган. Зак представляется менеджером корабля, чтобы получить чаевые от клиентов. |            |                                                                    |                  |                             |                   |             |                     |
| 68 | 19         | «Каникулы в Кеттлкорне. Часть 3» Twister: Part 3                   | Bob Koherr       | Dan Signer                  | январь 16, 2011   | 318         | 7.1                 |
| Зак, Вуди и мистер Мосби отправляются на спасение своих друзей, пострадавших от урагана. Чтобы попасть в Кеттлкорн, им приходится наняться солдатами в отряд особого назначения. Семейство Пикетт пытается восстановить ферму после урагана, а Коди – завоевать их доверие. Тем временем, на ферму приезжает мистер Типтон собственной персоной. Он хочет уничтожить земли и построить на их месте целлофановый завод. Все друзья встают на защиту фермы, ведь только вместе можно добиться поставленной цели. |            |                                                                    |                  |                             |                   |             |                     |
| 69 | 20         | «Змеи на палубе» Snakes on a Boat                                  | Phill Lewis      | Dan Signer & Adam Lapidus   | март 4, 2011      | 319         | 3.8                 |
| Коди, Бейли, Зак и Майя играют в игру «Правда или действие», в которой каждый обязан говорить только правду. Майя обижается на Зака, из-за того, что у него было слишком много девчонок. Коди понимает, что Бейли не смешны его шутки. Он пытается рассмешить её разными способами, но чтобы заставить её смеяться, нужно иметь превосходное чувство юмора. Рассмешить же её удаётся самым необычным путём. Вуди и Лондон выпускают змей из коробки, после чего они начинают разгуливать по палубе и даже жалят Зака. Всех спасает мистер Мосби и его удивительная лёгкость. |            |                                                                    |                  |                             |                   |             |                     |
| 70 | 21         | «Выпускной бал» Prom Night                                         | Eric Dean Seaton | Jeff Hodsden & Tim Pollock  | март 18, 2011     | 321         | 3.02                |
| Для Зака, Лондон, Коди, Вуди, Бейли и Майи настал последний учебный день. Они подшучивают над мистером Мосби, отправив его в воздушное путешествие на собственном кресле. В отместку за проказу он решает отменить самое долгожданное событие на корабле – выпускной бал. Ребята пытаются отстоять торжество, но Мосби не поддаётся. И тогда они устраивают бал втайне от него. Но от вездесущих глаз мистера Мосби спрятаться почти невозможно. Бейли пытается стать королевой бала, получив максимальное количество голосов избирателей. Зак и Коди пытаются свести вместе Вуди и Эдисон, мисс Тотвейлер и мистера Мосби. |            |                                                                    |                  |                             |                   |             |                     |
| 71 | 22         | «Последний день на борту» Graduation on Deck                       | Eric Dean Seaton | Pamela Eells O'Connell      | май 6, 2011       | 322         | 4.6                 |
| Ребята живут последний день на борту, ведь мистер Типтон приказал разобрать судно на части. Последний день вместе, последний день с друзьями, он должен быть самым незабываемым. Чтобы получить диплом об окончании школы, Лондон предстоит сдать зачёт по иностранным языкам. Майю направляют работать доктором в Чад, и они с Заком больше не смогут видеться. Майя решает расстаться с Заком навсегда, но он не готов отпускать свою девушку. Бейли проходит отбор в Йельский университет, но Коди не берут туда учиться. А это значит, что они тоже не смогут быть вместе. Коди обещает навещать Бейли в университете. Мистер Мосби делает мисс Тотвейлер предложение руки и сердца. На церемонию вручений аттестатов приезжают все знакомые Зака и Коди: от Арвина до папы и мамы. Настало время всем вместе окончить школу и начать свой путь по жизни. Примечание: Это специальный 40-минутный эпизод, завершающий приключения Зака и Коди. Это последняя серия сериала Всё тип-топ, или Жизнь на борту. |            |                                                                    |                  |                             |                   |             |                     |

### Фильм (2011)
| Название | Режиссёр      | Автор сценария                 | Дата премьеры | Зрители в США (млн) |
| --- | ------------- | ------------------------------ | ------------- | ------------------- |
| «Зак и Коди: Всё тип-топ» The Suite Life Movie | Шон МакНамара | Michael Saltzman & Robert Horn | март 25, 2011 | 5.23                |
| К Заку и Коди обращается врач и говорит им, что они идеально подошли бы для участия в проекте «близнецы» — крупном проекте по исследованию эффекта близнецов. Но этот проект приводит к тому, что один близнец начинает чувствовать то, что чувствует другой. В итоге Зак и Коди попадают в ловушку, и спасти их могут верные друзья, но только, если они объединятся все вместе. Примечание: Действие фильма происходит раньше заключительной серии сериала "Последний день на борту". |               |                                |               |                     |